# منی فی (کالیفرنیا)
منی فی (به انگلیسی: Menifee) شهری در شهرستان ریورساید، کالیفرنیا ایالت کالیفرنیا است که در سرشماری سال ۲۰۱۰ میلادی، ۷۷۵۱۹ نفر جمعیت داشته است.